# スケアクロウ (AV監督)
スケアクロウは、日本のAV監督。
ソフト・オン・デマンドのグループメーカーのROCKETの社員監督をつとめた。

## 人物
2017年から2023年まで、ROCKETで監督として数多くの作品をだした。
代表作は『レズバトル』シリーズと『ウェット&メッシー』(WAM)シリーズ。

## 代表作
- 「ウェット＆メッシー」シリーズ
- 「NEWガチンコ全裸レズバトル」シリーズ
- 「覆面剥ぎレズバトル」シリーズ
- 「1on1ガチンコ全裸レズバトル」シリーズ
- 「喘ぎ声とイキ我慢をする新感覚喧嘩レズバトル」シリーズ
- 「全裸オイルキャットレズファイト」シリーズ
- 「全裸の女子○生寮」

## 作品
| 2017年10月5日  | 新人看護師ディープスロートごっくん吐精処置研修 |
| 2018年2月8日   | ローション、墨汁、どろんこまみれ！ウェット＆メッシー（WAM）AV女優○×クイズ |
| 2018年2月22日  | 超ド級変態！ゴージャス全裸セレブ妻たちのゴージャス全裸変態ホームパーティー |
| 2018年5月10日  | ローション、墨汁、どろんこまみれ！ウェット＆メッシー（WAM） AV女優○×クイズ2 |
| 2018年5月24日  | 第1回覆面剥ぎレズバトル |
| 2018年6月7日   | AV女優が一般男性に仕掛ける超ドッキリ！誘惑エロチューブ Vol.1 |
| 2018年10月11日 | 羞恥絶叫ウォータースライダー |
| 2018年11月22日 | 喧嘩から始まるストリートレズバトル |
| 2019年2月7日   | レズ痴●×復讐レズバトル |
| 2019年2月21日  | ウェット＆メッシー（WAM）運動会 |
| 2019年3月7日   | 淫語ギャル学園 渋谷バイノーラル校 |
| 2019年3月21日  | ロリっ娘レズバトル 百合ひよこ杯 |
| 2019年4月11日  | ROCKET新人女AD羞恥全裸研修 |
| 2019年5月9日   | 時間が止まる腕時計を使って僕だけのWAM美術館を作ろう |
| 2019年8月22日  | 巨乳レズバトル捜査官2 椎葉みくる 藤白桃羽 |
| 2019年10月24日 | NEWガチンコ全裸レズバトル2 |
| 2019年12月12日 | 金粉WAMエステサロン セレブ妻黄金アクメフルコース |
| 2019年12月26日 | NEWガチンコ全裸レズバトル3 |
| 2020年2月6日   | 夢のバレンタイン・チョコメッシーSP WAMチョコレート工場 |
| 2020年2月20日  | 父の再婚相手の連れ子は毎日喧嘩するほど仲の悪いクラスメイトだった。両親に心配をかけたくない私達は声を押し殺して女同士の喧嘩をするようになった。喘ぎ声とイキ我慢をする新感覚喧嘩レズバトル  |
| 2020年2月20日  | 洗脳おじさん×お嬢様学園～超有名私立○○学園は俺専用のNGなし風俗店～ |
| 2020年3月26日  | NEWガチンコ全裸レズバトル4 |
| 2020年4月9日   | WAM堕ち潜入捜査官2 河奈亜依 |
| 2020年4月23日  | 1on1ガチンコ全裸レズバトル3rd 新村あかりVS妃月るい |
| 2020年6月11日  | 父の再婚相手の連れ子は毎日喧嘩するほど仲の悪いクラスメイトだった。両親に心配をかけたくない私達は声を押し殺して女同士の喧嘩をするようになった。喘ぎ声とイキ我慢をする新感覚喧嘩レズバトル2 |
| 2020年8月27日  | 全裸オイルキャットレズファイト |
| 2020年12月24日 | 全裸オイルキャットレズファイト3 |
| 2021年1月8日   | 地雷系メイク動画配信女ぴえん鬼イラマ 夏希ゆめ |
| 2021年1月21日  | 1on1ガチンコ全裸レズバトル4th 渚みつきVS葉月桃 |
| 2021年2月11日  | 全裸オイルキャットレズファイト4 |
| 2021年2月25日  | 父の再婚相手の連れ子は毎日喧嘩するほど仲の悪いクラスメイトだった。両親に心配をかけたくない私達は声を押し殺して女同士の喧嘩をするようになった。喘ぎ声とイキ我慢をする新感覚喧嘩レズバトル3 |
| 2021年5月20日  | 全裸の女子○生寮 |
| 2021年6月10日  | ウェット＆メッシー（WAM）金銀銅粉スポーツテスト |
| 2021年7月22日  | 全裸オイルキャットレズファイト5 |
| 2021年8月12日  | 従順なロリをビッチに変える洗脳光線銃 |
| 2021年9月9日   | ウェット＆メッシー（WAM）金銀銅粉スポーツテスト2 |
| 2021年11月11日 | 全裸オイルキャットレズファイト6 |
| 2021年11月25日 | イチャラブレズファイトクラブ 第1章レズスキルトレーニング編 |
| 2021年12月9日  | 従順なロリをビッチに変える洗脳光線銃2 蓮見天 |
| 2022年1月27日  | 終電を逃してギャル上司の家に泊まったらゴム1ダース分12発連続でヌカれた！朝倉ここな |
| 2022年2月23日  | アンドロイド風俗店 川菜美鈴 |
| 2022年3月10日  | ガチンコ全裸レズバトルリターンズ |
| 2022年3月24日  | 脳バグするまで妹を媚薬調教 渡辺まお |
| 2022年4月21日  | 月乃ルナの男女入れ替わり 青春編 |
| 2022年5月12日  | ブラック部活顧問の放課後SEX特訓 バレーボール部エース児玉れな |
| 2022年6月23日  | 超いたいけロリっ娘ピンクコンパニオン |
| 2022年7月7日   | ランジェリーファイト完全着衣下着レズ |
| 2022年7月21日  | ミライの妄想世界シリーズ 女性がお金を持たないBODYPAY |
| 2022年8月11日  | 母親のドスケベフェラで射精我慢できたら賞金100万円 暴発したら近親相姦罰ゲーム |
| 2022年9月22日  | 女教師×女子生徒 禁断の校内レズバトル |
| 2022年10月6日  | ガチンコ全裸レズバトルリターンズ2 |
| 2023年1月9日   | 有岡みうの男女入れ替わり メイド喫茶編 |
| 2023年2月9日   | 母親のドスケベフェラで射精我慢できたら賞金100万円 暴発したら近親相姦罰ゲーム2 |
| 2023年3月21日  | ラウンドガールレズバトル |
| 2023年4月11日  | 妄想アイテム究極進化シリーズ 俺が校則！校則改変ノート |
| 2023年5月8日   | ラブドールのフリをする女～バレドール～ 工藤ララ |
| 2023年5月8日   | 下町銭湯夜の顔、ソープ嬢として貴方様にご奉仕します。 田原凛花 |
| 2023年6月20日  | 妄想アイテム究極進化シリーズ 絶対遵守！等価交換契約書 |
| 2023年7月10日  | ぬるてかパンストレズファイト |
| 2023年8月7日   | いつでもどこでも無洗チ○ポ即尺奉仕光線銃 |
| 2023年8月7日   | ガチンコ全裸レズバトルリターンズ3 |
| 2023年9月12日  | 小さな女性下着メーカーに転職したら男は僕一人でモテまくり |
| 2023年10月9日  | 媚薬に悶えるヌードデッサンモデル3 |